# Tiwi
Tiwi es un pequeño poblado y playa en Kenia. Se encuentra al norte de la playa de Diani, y está a unos 17 kilómetros (11 millas) al sur de la ciudad de Mombasa. El área es servida por el aeropuerto de Ukunda, y esta en la carretera A14. Matatus y Diani se comunican vía el ferry likoni y la isla de Mombasa. 
Tiwi se encuentra en el distrito electoral de Matuga del condado de Kwale.